# Kostroma
Pour les articles homonymes, voir Kostroma (homonymie).
Kostroma (en russe : Кострома) est une ville de Russie et le centre administratif de l'oblast de Kostroma. Sa population s'élevait à 269 262 habitants en 2013.
Kostroma fait partie de l'anneau d'or de Russie, constitué de plusieurs villes princières, situées au nord-est de la capitale russe.

## Géographie
Kostroma est située au confluent de la Volga et de la Kostroma, 65 km à l'est de Iaroslavl et 300 km au nord-est de Moscou.

## Histoire

### Kostroma sous lesRurikides
Les premières chroniques faisant référence à la ville datent de 1213, mais les historiens pensent qu'elle a pu être fondée par le prince Iouri Dolgorouki plus d'un demi-siècle plus tôt en 1152. Elle doit son apparition à sa position stratégique défensive contre les assaillants venus de l'est (Tatars et Mongols). Ainsi, comme d'autres villes de Russie de l'est, Kostroma a été mise à sac par les Mongols en 1238.
Construites à l'origine en bois, les habitations ont été détruites par les incendies. Quant aux édifices actuels, ils datent du XIXe siècle.
À l'origine, Kostroma était le siège d'une petite principauté dirigée par le prince Basile « le Buveur », un des plus jeunes frères d'Alexandre Nevski. Même en héritant du titre de grand duc en 1271, Basile n'abandonna pas la ville pour celle de Vladimir, cité princière. Ses descendants gouvernèrent à Kostroma pendant plus d'un demi-siècle, avant que la ville ne soit rachetée par Ivan Ier de Moscou.
Comme beaucoup de villes du nord de la Moskova, Kostroma servait de lieu de retraite pour les grands ducs qui souhaitaient se protéger des ennemis qui assiégèrent Moscou en 1382, 1408 et 1433. En 1375, la ville fut pillée par les pirates de Novgorod (les oushkouïniki). La ville dut sa prospérité et sa croissance économique au XVIe siècle aux relations commerciales établies avec les marchands anglais et néerlandais (la Compagnie de Moscovie) par le port du Nord d'Arkhangelsk.
Boris Godounov reconstruisit en pierre les monastères de l'Épiphanie et de Saint-Ipatius (Ipatiev).
Kostroma fut ravagée par deux fois par les Polanes. Elle résista à six mois de siège et finit par les expulser du monastère Ipatiev. Lors de ces événements, un paysan héroïque du nom d'Ivan Soussanine se distingua et devint le symbole de la résistance de la ville face aux envahisseurs étrangers ; plusieurs monuments lui furent dédiés.
Le futur tsar Michel Romanov vécut dans ce monastère. Il n'y avait à Kostroma qu'une ambassade de Moscou offerte par la couronne russe en 1612.

### Kostroma sous lesRomanov

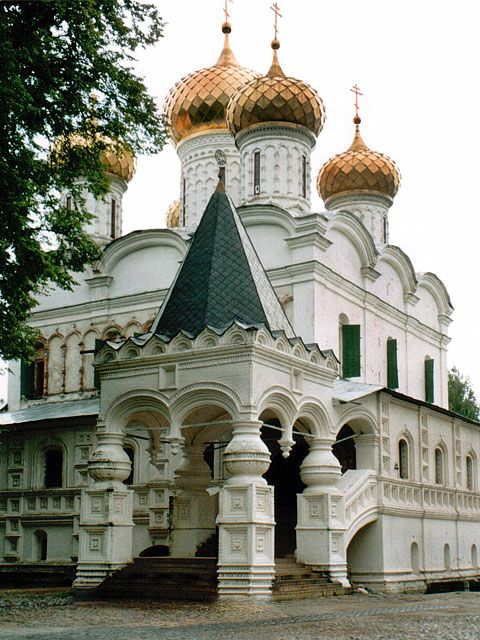
Cathédrale de la Trinité du monastère Ipatiev.

Les tsars Romanov ont toujours donné à Kostroma une place de choix. En effet, le monastère Ipatiev accueillit nombre d'entre eux, en particulier, Nicolas II, le dernier empereur de Russie.
Le monastère a été fondé au début du XIVe siècle par un prince tatare, l'ancêtre de la famille Godounov. Les tsars Romanov ont reconstruit la cathédrale de la Trinité en 1652. Dans le monastère, la maison de bois de Michel Romanov est restée préservée.

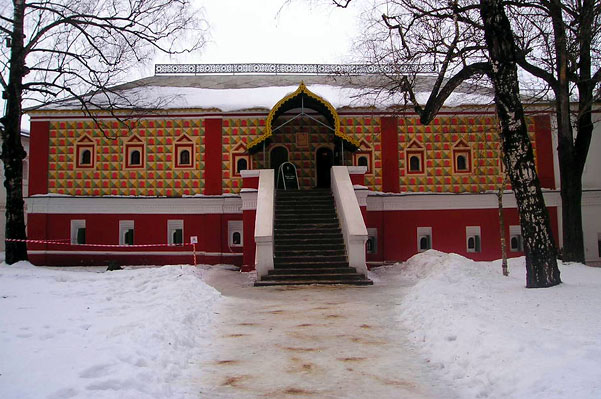
Maison de Michel Romanov, au monastère Ipatiev.

Un bon nombre de charpentes en bois des structures des murs du monastère viennent des régions de l'actuel oblast de Kostroma.
Kostroma fut ravagée par un grand incendie en 1773. Par la suite, la ville fut reconstruite avec des rues qui convergent de façon radiale vers un même point à proximité du fleuve. D'après une légende, on dit que l'impératrice Catherine laissa tomber son éventail sur la carte de la ville et qu'elle demanda aux architectes de suivre son dessin. On trouve encore des vestiges urbanistiques préservés datant du XVIIIe siècle.
Il existe à Kostroma quelques bâtiments de style néoclassique. Parmi ces derniers, on trouve le palais du gouverneur, une tour de guet, une rotonde sur une digue de la Volga et un marché central bordé d'arcades avec une église de marchands dans le centre.

## Population
Recensements (*) ou estimations de la population  :
| 1811   | 1825   | 1840   | 1856   | 1863   | 1870   | 1897*  |
| ------ | ------ | ------ | ------ | ------ | ------ | ------ |
| 10 100 | 16 874 | 13 490 | 14 834 | 21 415 | 27 178 | 41 336 |

| 1914   | 1923   | 1926*  | 1937*   | 1939*   | 1959*   | 1970*   |
| ------ | ------ | ------ | ------- | ------- | ------- | ------- |
| 68 700 | 59 237 | 73 730 | 117 682 | 121 325 | 171 720 | 223 042 |

| 1979*   | 1989*   | 2002*   | 2010*   | 2012    | 2013    | 2014 |
| ------- | ------- | ------- | ------- | ------- | ------- | ---- |
| 254 725 | 278 414 | 278 750 | 268 742 | 269 262 | 271 445 | -    |

## Patrimoine

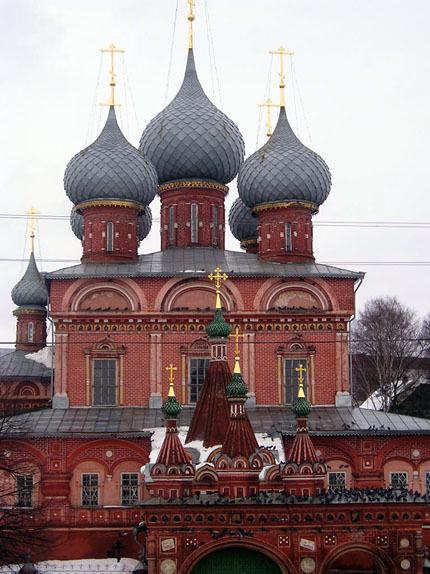
Église de la Résurrection (Kostroma) (1652), prise en 2005.

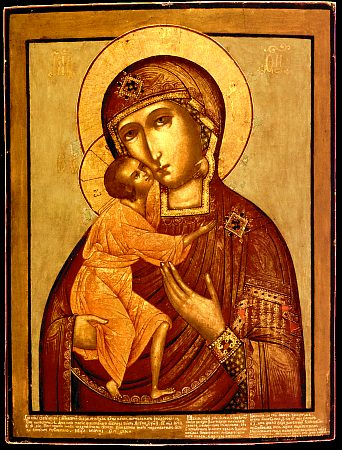
Notre-Dame de Saint-Théodore, sainte protectrice de Kostroma, icône du Xe siècle.

L'Église de la Résurrection (Kostroma) (1652) est un exemple de l'art russe du XVIIe siècle. Construite entre 1559 et 1565, la Cathédrale de l'Épiphanie à cinq bulbes fut le premier édifice en pierre de la ville ; il y a plusieurs années, ses fresques médiévales furent détruites par un incendie. La cathédrale abrite une icône byzantine du Xe siècle, appelée Notre-Dame de Saint-Théodore (en russe : Федоровская Богоматерь).
Michel Romanov fut béni par sa mère avec cette icône avant de partir pour Moscou, afin de réclamer le trône de Russie. On raconte que juste avant les événements révolutionnaires, l'icône noircit à tel point que l'image était devenue pratiquement invisible. Ce fut interprété comme un mauvais présage pour la dynastie des Romanov.
Le Monastère Ipatiev resta intact avec ses murs du XVIe siècle, ses tours, son clocher et sa cathédrale du XVIIe siècle.
À part les monastères, la plupart des églises de la ville ont été reconstruites ou démolies pendant l'ère soviétique. La seule église de la ville à avoir survécu depuis l'âge d'or du XVIIe siècle est l'église de la Résurrection-sur-les-Plaines (церковь Воскресения на Дебре).
Selon la légende, l'église fut construite à la demande d'un riche marchand qui avait commandé en Angleterre dix tonneaux de teinture. À la place, il reçut dix tonneaux d'or. Il considéra cet or gagné de façon malhonnête comme un cadeau maléfique du démon, aussi il décida de le consacrer à la construction d'une magnifique église, aussi somptueuse à l'intérieur qu'à l'extérieur. Deux autres églises du XVIIe siècle, à l'architecture plus conventionnelle, peuvent être vues sur la rive opposée de la Volga.
Parmi les vestiges de la règle de Godounov, on trouve une église semblable avec une toiture en forme de tente dans le village de Krasnoe sur la Volga (autrefois domaine du frère de Boris Godounov).

## Agriculture
Autrefois chef-lieu d'une région agricole fort prospère et fameuse pour son grand marché, Kostroma a donné son nom à une race bovine d'élevage, la kostroma, et à une variété de fromage, le kostroma, fabriqué dans la région depuis le milieu du XIXe siècle.

## Transports
Elle est reliée à Iaroslavl et à Vladimir par la route fédérale R132.

## Personnalité
- Elizaveta Dementyeva (1928-2022), céiste russe, championne olympique en 1956, née à Kostroma.

## Sport
- FK Spartak Kostroma, club de football fondé en 1959.

## Armée
- Le 331e régiment aéroporté de la Garde est une unité d'élite de l'armee soviétique, puis russe, basée à Kostroma.

## Jumelages
- Durham (Royaume-Uni)
- Durham (États-Unis)
- Dole (France)
- Toyama (Japon)
- Hyvinkää (Finlande)
- Berane (Monténégro)

## Photos

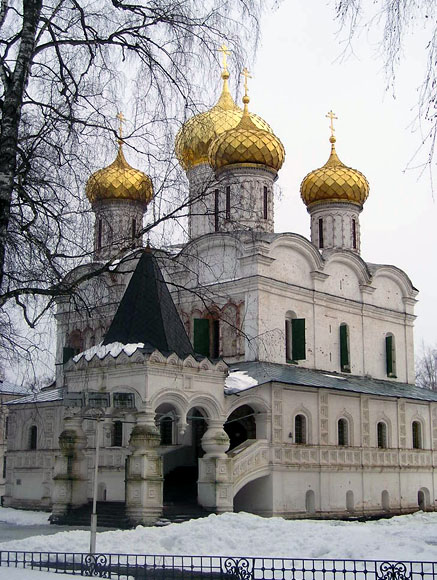
Cathédrale du monastère Ipatiev (1652).
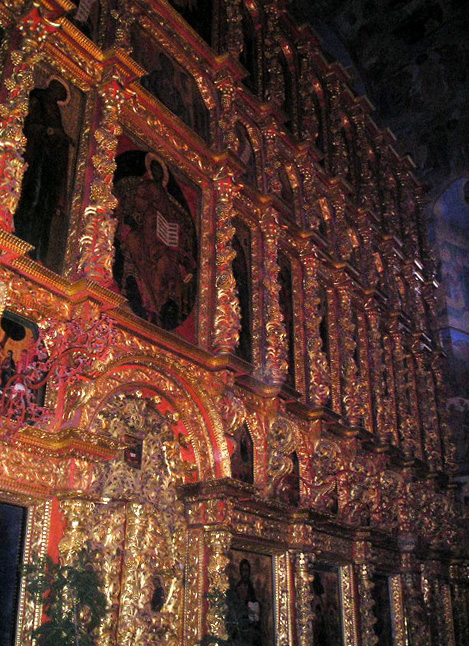
Iconostase du XVIIe siècle de la cathédrale du monastère Ipatiev.
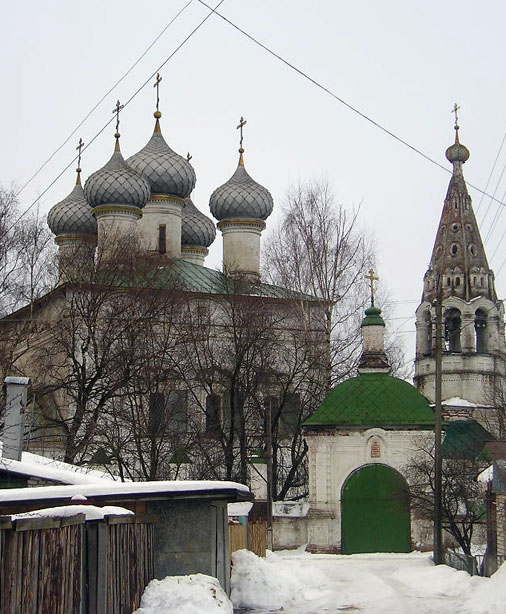
Église Saint-Jean-Apôtre à côté du monastère Ipatiev (années 1680).
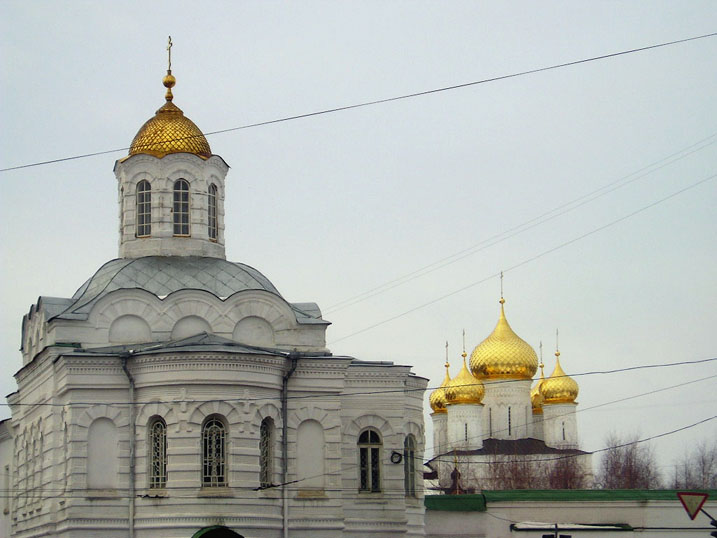
Monastère de l'Épiphanie.
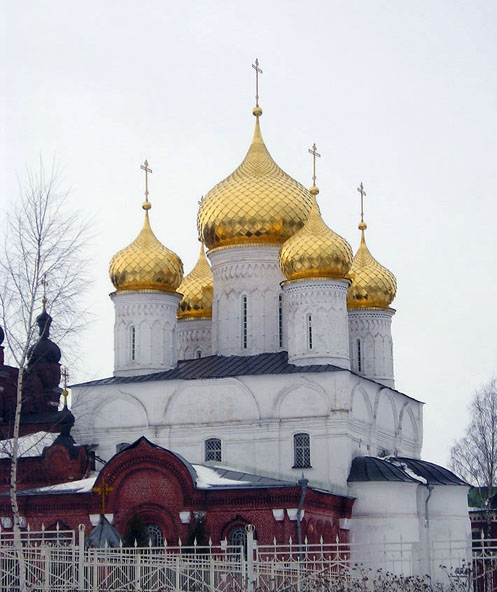
Cathédrale du monastère de l'Épiphanie (1559-1565).
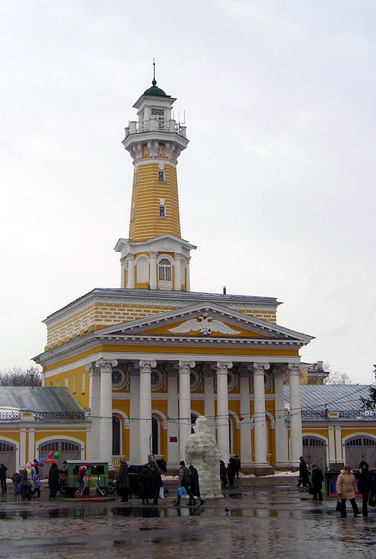
Vieille tour de guet de Kostroma.
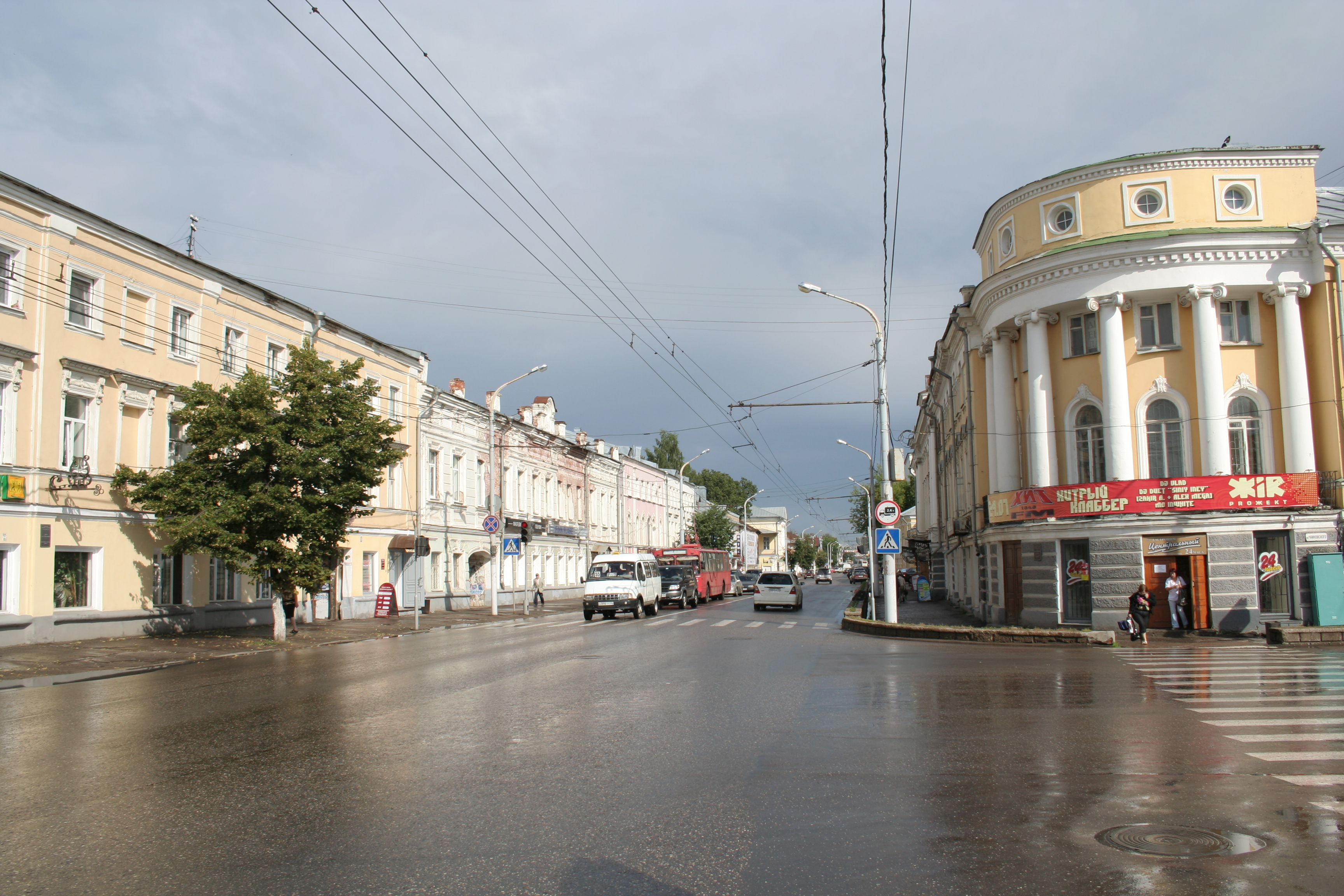
Rue Sovetskaïa à Kostroma.